# Uğuraçan, Şemdinli
Uğuraçan là một xã thuộc huyện Şemdinli, tỉnh Hakkâri, Thổ Nhĩ Kỳ. Dân số thời điểm năm 2011 là 863 người.